# Eric A. Rickart
Eric Allan Rickart (* 7. Februar 1950 in New Haven, Connecticut) ist ein US-amerikanischer Mammaloge.

## Leben
Nach seinem Bachelor of Science (1974) und seinem Master of Arts (1976) an der University of Kansas wurde Rickart 1982 zum Ph.D. in Biologie an der University of Utah promoviert. Von 1984 bis 1985 war er Sammlungsmanager und Gast-Dozent in der Abteilung für Biologie an der University of Texas at El Paso, von 1985 bis 1991 war er Kurator für Vögel und Säugetiere am Natural History Museum of Utah, 1990 wurde er außerordentlicher Professor der Abteilung für Biologie an der University of Utah sowie wissenschaftlicher Mitarbeiter der Säugetierabteilung des Field Museum of Natural History. Seit 1991 ist er Kurator für Wirbeltierzoologie am Natural History Museum of Utah. 
Rickart widmet sich der Erforschung des Ursprungs und der Erhaltung der biologischen Vielfalt, sowohl regional als auch global. Seine Studien beschäftigen sich mit der historischen Biogeographie, der Ökologie von Gemeinschaften und der Evolution von Säugetieren in Inselsystemen. In Zusammenarbeit mit Lawrence R. Heaney und Danilo S. Balete vom Field Museum of Natural History in Chicago studierte Rickart den Endemismus der Säugetiere auf den Philippinen, insbesondere auf der Insel Luzon. Sie unternahmen wissenschaftliche Expeditionen in bisher unerforschte Regionen, was in der Entdeckung mehrerer neuer Säugetierarten gipfelte. 2016 wurde darüber das Buch The Mammals of Luzon Island. Biogeography and Natural History of a Philippine Fauna veröffentlicht. Ihre Studien haben dazu beigetragen, ein landesweites System von Schutzgebieten für den langfristigen Erhalt der philippinischen Artenvielfalt einzurichten. 
In Zusammenarbeit mit Rebecca Rowe leitet er ein Forschungsprojekt über die Säugetiere des Great Basin, wo er historische Daten aus Museumssammlungen nutzt und diese mit modernen Felduntersuchungen vergleicht, um den Wandel der Fauna im 20. Jahrhundert zu dokumentieren und die relative Rolle des Klimawandels und der menschlichen Landnutzung zu untersuchen. Er präsentiert seine Forschungsergebnisse häufig auf nationalen Konferenzen und hat mehr als 60 peer-reviewed Artikel in einer Vielzahl von Fachzeitschriften veröffentlicht.
Er ist Mitglied mehrerer Fachorganisationen, darunter in der Society for Conservation Biology, der Southwestern Association of Naturalists und der American Society of Mammalogists. Er ist ehemaliger Herausgeber des Journal of Mammalogy und aktuell Mitherausgeber der Zeitschrift Mammalian Species.